# Živan Pešić
Živan Pešić (serbisch-kyrillisch Живан Пешић; * 7. Juli 1993 in Novi Sad, BR Jugoslawien) ist ein serbischer Handballspieler.

## Karriere

### Verein
Der 1,96 m große Kreisläufer spielte ab 2010 für den serbischen Verein RK Sintelon. Anschließend lief er für den ungarischen Verein KC Veszprém auf, für den er in den Spielzeiten 2012/13 und 2013/14 zu Einsätzen in der ersten ungarischen Liga kam, die Veszprém jeweils als Meister abschloss. Ab Januar 2014 wurde er an ETO-SZESE Győr FKC ausgeliehen. Mit dem slowenischen Verein RK Celje gewann er in der Saison 2014/15 die Meisterschaft und den Pokal. Im Februar 2016 wechselte Pešić zum serbischen Klub RK Partizan Belgrad. Ab Sommer 2016 spielte er für RK Vojvodina, mit dem er 2017 die serbische Meisterschaft errang. Die folgenden beiden Spielzeiten war er beim spanischen Erstligisten Ademar León aktiv. In Kroatien stand er beim RK Nexe Našice unter Vertrag, bevor er ein Jahr in Israel bei Hapoel Rischon LeZion spielte. Nach seiner Rückkehr zu Vojvodina gewann er 2023 und 2024 erneut die Meisterschaft sowie den EHF European Cup 2023.

### Nationalmannschaft
Mit der serbischen A-Nationalmannschaft belegte Pešić den 20. Platz bei der Europameisterschaft 2020 und den 14. Platz bei der Europameisterschaft 2022. Bisher bestritt er mindestens 37 Länderspiele, in denen er 75 Tore erzielte.